# Tabo (Nubien)

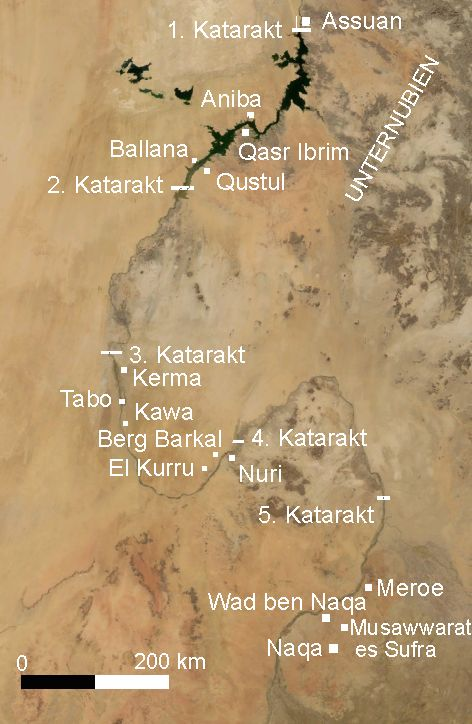
Nubien

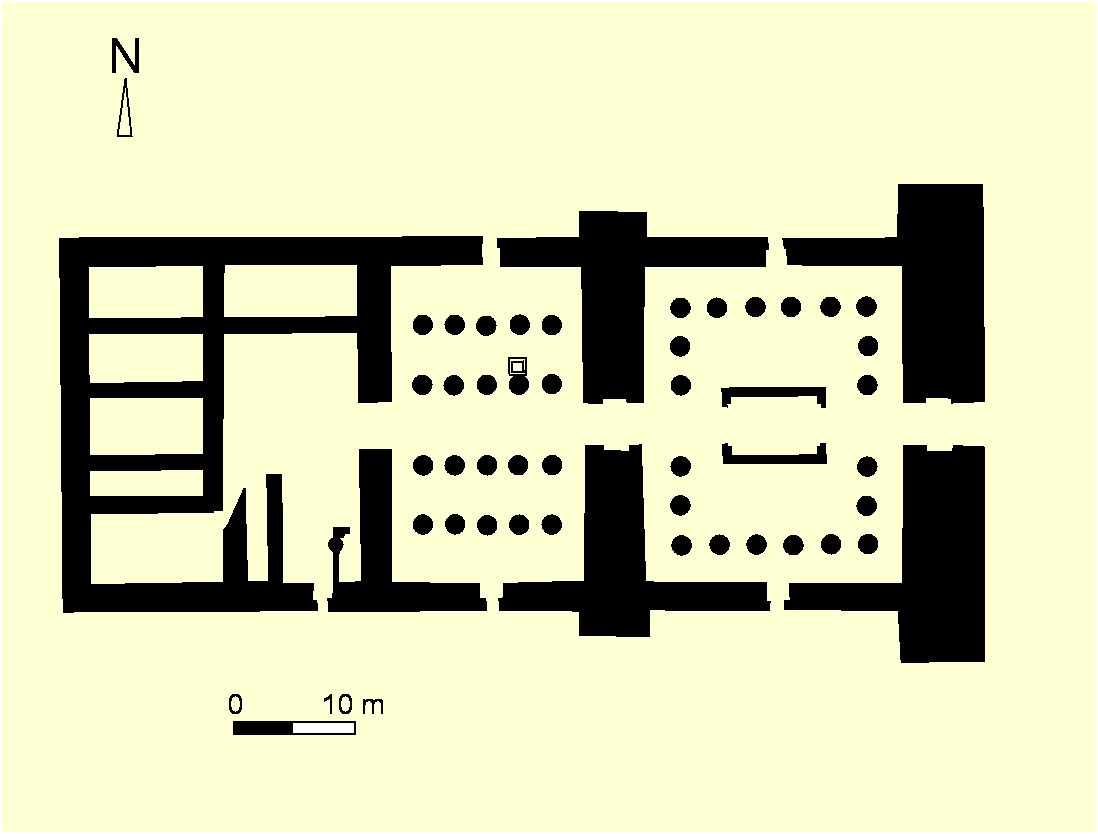
Plan des Tempels von Tabo

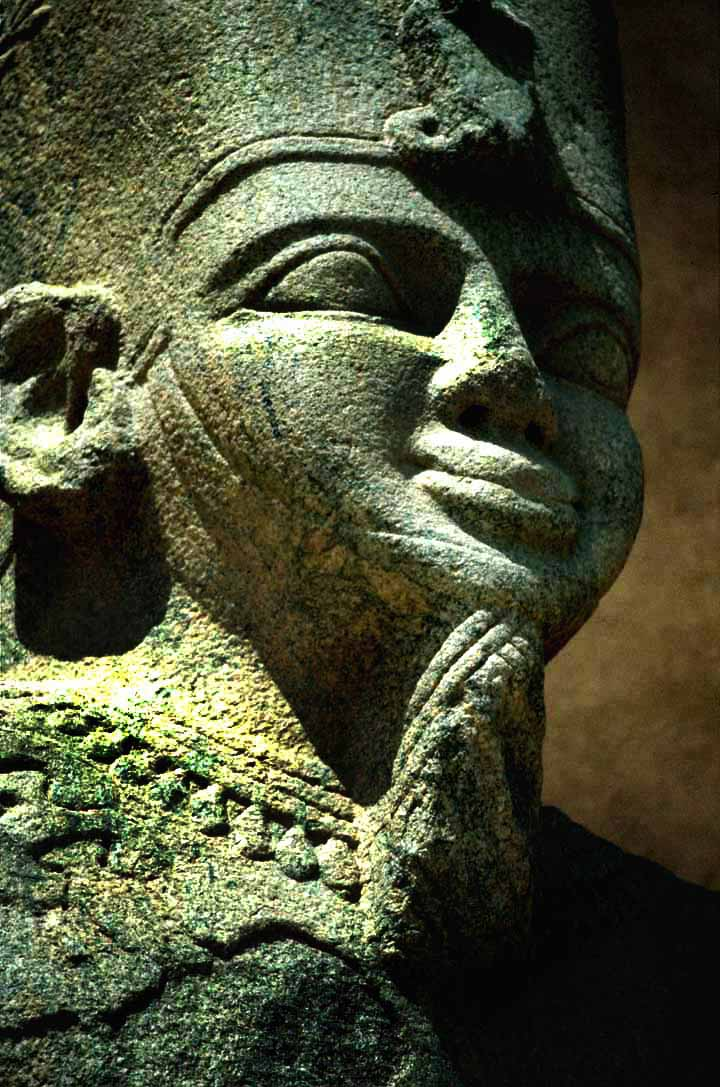
Kolossalfigur, die mutmaßlich Natakamani darstellt, einen König des Reiches von Meroe

Tabo ist der moderne Name einer historischen nubischen Stadt. Die Bezeichnung stammt von einem kleinen gleichnamigen Dorf, das sich in der Nähe der Ruinen befindet.

## Geographische Lage
Tabo liegt etwas südlich von Kerma, rund 40 km nördlich von Dunqula, am südlichen Ende der Argo-Insel im Nil.

## Amun-Tempel von Tabo
Hier stand ein Amun-Tempel, der anscheinend schon in der ägyptischen 18. Dynastie errichtet wurde, aber von Taharqa vollkommen neu erbaut wurde. Der Tempel ist fast identisch zu denen desselben Herrschers, die er in Kawa und Sanam erbaute. Der Tempel ist nicht gut erhalten. Vor seinem Eingang fanden sich liegend zwei sieben Meter hohe Kolosse, die wohl König Natakamani darstellen und schon im frühen 19. Jahrhundert von Reisenden gezeichnet worden sind. 1970 wurden die beiden Kolossalstatuen nach Khartum geschafft und vor dem Nationalmuseum aufgestellt. Die Ausgrabungsbefunde zeigen, dass die beiden Statuen nie aufgestellt worden sind, möglicherweise weil eine von ihnen, beim Versuch dies zu tun, zerbrach. Bei Ausgrabungen fand sich auch eine vergoldete Bronzestatue eines nubischen Herrschers.
Der eigentliche Tempel ist 75,60 m lang und ca. 31 m breit. Der erste Pylon ist 40 m breit, der zweite 35,50 m. Von den Ausmaßen ist es einer der größten nubischen Tempel. Es gab einen ersten Hof mit Säulen und eine nachfolgende Säulenhalle. Im hinteren Drittel befand sich das Allerheiligste. Dieser hintere Teil des Baues ist durch meroitische Umbauten schwer gestört. Der ursprüngliche Plan ist daher nicht mehr voll rekonstruierbar. Im ersten Hof stand ein Kiosk, der von einem sonst nicht bekannten meroitischen Herrscher erbaut wurde. Sein Name ist nicht vollständig erhalten. Die Reste passen aber zu keinem bisher bekannten Herrschernamen.
Der Tempel insgesamt ist heute sehr zerstört. Ein Grund für diesen Zustand ist sicherlich der Umstand, dass sich auf Argo keine Steine finden und die dortigen Einwohner diesen Tempel deshalb als Steinbruch benutzten. Steinblöcke vom Tempel finden sich deshalb in vielen der Nachbarsdörfer verbaut.